# Medalla Thorvaldsen

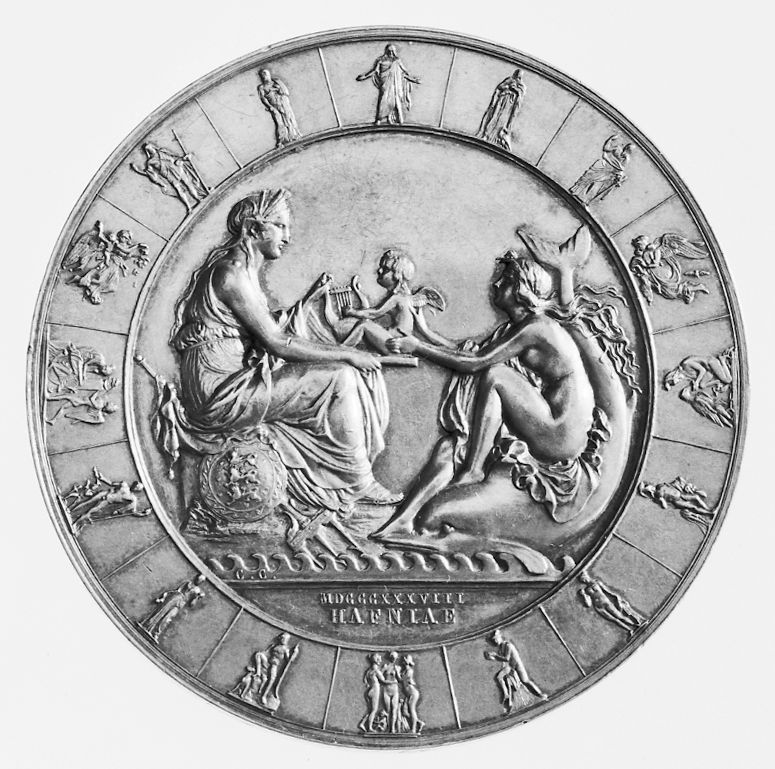
Dinamarca. La medalla Thorvaldsen. 1842. Medalla del premio de la Academia de Bellas Artes. Medallista Christen Christensen (1806-45).

La Medalla Thorvaldsen es el mayor reconocimiento que la Real Academia de Bellas Artes de Dinamarca otorga cada año a un artista visual. Recibe su nombre del escultor Bertel Thorvaldsen.
| Año  | Profesión      | Ganador/a               |
| ---- | -------------- | ----------------------- |
| 2017 | artista visual | Finn Reinbothe          |
| 2016 | artista visual | Jesper Christiansen     |
| 2016 | artista visual | Jytte Høy               |
| 2016 | artista visual | Erik A. Frandsen        |
| 2015 | fotógrafo      | Per Bak Jensen          |
| 2015 | artista visual | Viera Collaro           |
| 2014 | escultor       | Martin Erik Andersen    |
| 2013 | artista visual | Kirsten Dehlholm        |
| 2013 | artista visual | Olafur Eliasson         |
| 2012 | fotógrafo      | Kirsten Klein           |
| 2011 | artista visual | Eva Koch                |
| 2011 | artista visual | Freddie A. Lerche       |
| 2010 | artista visual | Elisabeth Toubro        |
| 2010 | escultor       | Morten Stræde           |
| 2008 | artista visual | Erik Hagens             |
| 2006 | pintor         | Jørgen Rømer            |
| 2005 | escultor       | Kirsten Justesen        |
| 2005 | artista visual | Jytte Rex               |
| 2004 | pintor         | Troels Wörsel           |
| 2003 | escultor       | Ingvar Cronhammar       |
| 2002 | escultor       | Kirsten Ortwed          |
| 2001 | artista visual | Ole Sporring            |
| 2000 | escultor       | Thomas Bang             |
| 2000 | artista visual | Kirsten Lockenwitz      |
| 2000 | pintor         | Ingálvur av Reyni       |
| 1999 | escultor       | Torben Ebbesen          |
| 1999 | pintor         | Jørgen Boberg           |
| 1998 | pintor         | Stig Brøgger            |
| 1997 | pintor         | John Olsen              |
| 1997 | pintor         | Richard Winther         |
| 1996 | artista visual | Bjørn Nørgaard          |
| 1995 | pintor         | Sven Havsteen-Mikkelsen |
| 1994 | escultor       | Mogens Møller           |
| 1992 | escultor       | Hein Heinsen            |
| 1991 | pintor         | Ib Geertsen             |
| 1990 | pintor         | Christian Daugaard      |
| 1989 | pintor         | Jørn Larsen             |
| 1988 | pintor         | Albert Mertz            |
| 1987 | pintor         | Per Kirkeby             |
| 1986 | pintor         | Frede Christoffersen    |
| 1986 | pintor         | Else Fischer-Hansen     |
| 1986 | pintor         | Rasmus Nellemann        |
| 1985 | escultor       | Ib Braase               |
| 1984 | pintor         | Mogens Andersen         |
| 1984 | pintor         | Jane Muus               |
| 1984 | pintor         | Arne Haugen Sørensen    |
| 1983 | pintor         | Kasper Heiberg          |
| 1982 | pintor         | Paul Gadegaard          |
| 1980 | pintor         | Gunnar Aagaard Andersen |
| 1979 | pintor         | Jørgen Haugen Sørensen  |
| 1979 | pintor         | Dan Sterup-Hansen       |
| 1978 | pintor         | Ole Kielberg            |
| 1978 | pintor         | Sven Dalsgaard          |
| 1978 | pintor         | Ole Schwalbe            |
| 1977 | escultor       | Bent Sørensen           |
| 1977 | pintor         | Franciska Clausen       |
| 1976 | pintor         | Anna Klindt Sørensen    |
| 1976 | escultor       | Gottfred Eickhoff       |
| 1975 | escultor       | Gunnar Westman          |
| 1974 | pintor         | Søren Georg Jensen      |
| 1973 | escultor       | Willy Ørskov            |
| 1973 | pintor         | Else Alfelt             |
| 1973 | pintor         | Karl Bovin              |
| 1972 | pintor         | Søren Hjorth Nielsen    |
| 1972 | escultor       | Erik Thommesen          |
| 1971 | pintor         | Knud Agger              |
| 1971 | escultor       | Sonja Ferlov Mancoba    |
| 1971 | pintor         | Peter Alsing Nielsen    |
| 1970 | pintor         | Wilhelm Freddie         |
| 1969 | pintor         | Paul Gadegaard          |
| 1969 | pintor         | Ejler Bille             |
| 1968 | pintor         | Richard Mortensen       |
| 1968 | escultor       | Knud Nellemose          |
| 1968 | pintor         | Povl Christensen        |
| 1967 | pintor         | Lauritz Hartz           |
| 1967 | escultor       | Robert Jacobsen         |
| 1966 | pintor         | Harald Leth             |
| 1966 | pintor         | Svend Johansen          |
| 1965 | pintor         | Niels Lergaard          |
| 1965 | escultor       | J. Gudmundsen-Holmgreen |
| 1964 | pintor         | Georg Jacobsen          |
| 1963 | pintor         | Palle Nielsen           |
| 1963 | pintor         | Carl-Henning Pedersen   |
| 1963 | escultor       | Axel Poulsen            |
| 1961 | pintor         | Erik Hoppe              |
| 1960 | escultor       | Henrik Starcke          |
| 1957 | pintor         | William Scharff         |
| 1956 | pintor         | Laura Brun-Pedersen     |
| 1954 | escultor       | Astrid Noack            |
| 1952 | pintor         | Elof Risebye            |
| 1952 | arquitecto     | Ole Søndergaard         |
| 1951 | pintor         | Ebba Carstensen         |
| 1950 | escultor       | Adam Fischer            |
| 1950 | escultor       | Jean Gauguin            |
| 1948 | escultor       | Rasmus Harboe           |
| 1948 | pintor         | Jais Nielsen            |
| 1946 | pintor         | Jens Søndergaard        |
| 1946 | pintor         | Aksel P. Jensen         |
| 1944 | pintor         | Svend Hammershøj        |
| 1944 | pintor         | Hans Knudsen            |
| 1944 | escultor       | Johs. C. Bjerg          |
| 1944 | escultor       | E. Utzon Frank          |
| 1943 | pintor         | Oluf Høst               |
| 1942 | pintor         | Olaf Rude               |
| 1941 | pintor         | Aksel Jørgensen         |
| 1941 | pintor         | Johannes Larsen         |
| 1940 | pintor         | Sigurd Swane            |
| 1940 | escultor       | Mogens Bøggild          |
| 1937 | escultor       | Gerhard Henning         |
| 1937 | pintor         | Niels Skovgaard         |
| 1936 | escultor       | N. Hansen-Jacobsen      |
| 1934 | pintor         | Johan Rohde             |
| 1933 | pintor         | Niels Larsen Stevns     |
| 1932 | escultor       | Anne Marie Carl Nielsen |
| 1930 | escultor       | C.J. Bonnesen           |
| 1927 | pintor         | Fritz Syberg            |
| 1925 | pintor         | Karl Jensen             |